# اتفاقية هعفراه

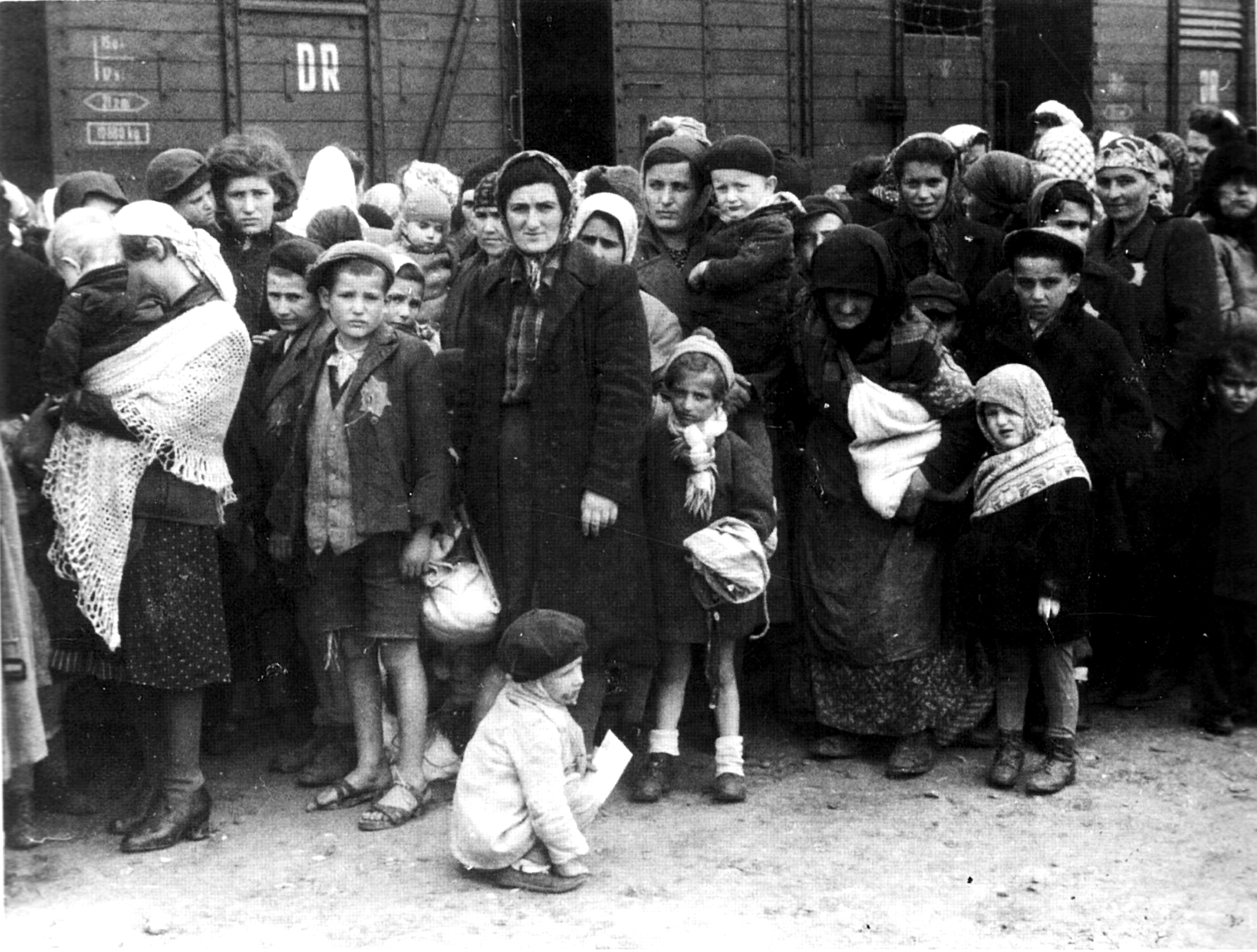
يهود في إحدى معسكرات النازية عام 1944

اتفاقية هَعَڤَراه (بالعبرية הסכם העברה) هي اتفاقية أبرمت بين الوكالة اليهودية الصهيونية وألمانيا النازية بتاريخ 25 اغسطس عام 1933. وُضعت بنود الاتفاقية للمساعدة في تسهيل تهجير اليهود إلى فلسطين العربية، بشرط أن يتنازل اليهود عن ممتلكاتهم لدولة ألمانيا. هُجِّر حوالي 50,000 يهودي بناءً على هذه الاتفاقية. صُدِّرت ممتلكاتهم إلى فلسطين كبضائع ألمانية مما ساعد الاقتصاد الألمانى. أُسِّسَت شركة تحت اسم «شركة هعفراه المحدودة» كنتيجة لهذه الاتفاقية وقد أشرفت هذه الشركة على عمليات التهجير.

## انظر ايضا
- ليوبولد فون ميلدنشتاين
- مؤتمر إيفيان
- عليا الخامسة
- خطة مدغشقر
- مقاطعة يهودية للسلع الألمانية
- سفينة إكسدس
- 51 وثيقة